# Craterina seguyi
Craterina seguyi är en tvåvingeart som beskrevs av Falcoz 1930. Craterina seguyi ingår i släktet Craterina och familjen lusflugor. Inga underarter finns listade i Catalogue of Life.